# Leucopholis celebensis
Leucopholis celebensis är en skalbaggsart som beskrevs av Brenske 1892. Leucopholis celebensis ingår i släktet Leucopholis och familjen Melolonthidae. Inga underarter finns listade i Catalogue of Life.